# Fußball-Europameisterschaft 2021/Russland
Dieser Artikel behandelt die russische Nationalmannschaft bei der paneuropäischen Fußball-Europameisterschaft 2021. Für die russische Mannschaft war es die sechste Teilnahme.

## Qualifikation

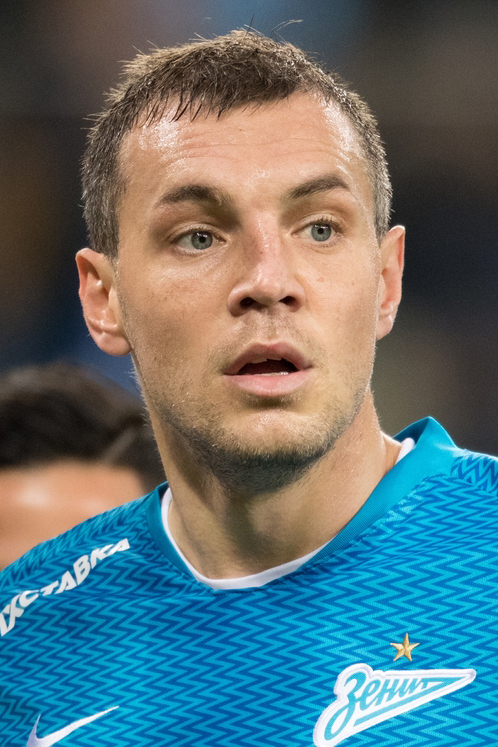
Artjom Dsjuba, bester Torschütze der Russen in der Qualifikation

Für die Qualifikation wurde die russische Mannschaft in die Gruppe mit Belgien, Schottland, Zypern, Kasachstan und San Marino gelost.
Insgesamt setzte Nationaltrainer Stanislaw Tschertschessow, der die Mannschaft nach der letzten EM übernommen hatte, 29 Spieler ein, von denen aber nur Kapitän Artjom Dsjuba und Georgi Dschikija alle zehn Spiele mitmachten. Je neun Einsätze hatten Torhüter Guilherme, Alexei Ionow, Fjodor Kudrjaschow und Magomed Osdojew. Ihr erstes Länderspiel bestritten Ilsat Achmetow, Selimchan Bakajew, Dmitri Barinow, Maxim Beljajew, Wjatscheslaw Karawajew, Nikolai Komlitschenko und Fjodor Tschalow in den Qualifikationsspielen.
Bester Torschütze mit neun Toren war Artjom Dsjuba. Ihr erstes Länderspieltor erzielten in der Qualifikation Georgi Dschikija (zum 1:4-Endstand gegen Belgien), Fjodor Kudrjaschow (zum 3:0-Zwischenstand) und Anton Mirantschuk (zum 4:0-Zwischenstand beim 9:0-Rekordsieg gegen San Marino), Daler Kusjajew (zur 1:0-Führung), Sergei Petrow (zur zwischenzeitlichen 2:0-Führung) und Nikolai Komlitschenko (zum 5:0-Endstand gegen San Marino). Insgesamt trugen 14 Spieler zu 30 Qualifikationstoren bei, zudem profitierten die Russen von zwei gegnerischen Eigentoren.

### Spiele
Die Russen verloren nur die Spiele gegen den FIFA-Weltranglistenführenden Belgien, konnten die anderen Spiele gewinnen und qualifizierten sich am 13. Oktober 2019 als vierte Mannschaft für die Endrunde.
| Datum      | Spielort         | Gegner     | Ergebnis  | Torschützen |
| ---------- | ---------------- | ---------- | --------- | --- |
| 21.03.2019 | Brüssel          | Belgien    | 1:3 (0:2) | Youri Tielemans (14.), Eden Hazard (45., 88./Elfm.); Denis Tscheryschew (16.)                                                                        |
| 24.03.2019 | Nur-Sultan       | Kasachstan | 4:0 (2:0) | Denis Tscheryschew (19., 45.+2), Artjom Dsjuba (52.), Absal Beissebekow (62./Eigentor)                                                               |
| 08.06.2019 | Saransk          | San Marino | 9:0 (4:0) | Michele Cevoli (25./Eigentor), Artjom Dsjuba (31./Elfm., 73., 76., 88.), Fjodor Kudrjaschow (36.), Anton Mirantschuk (41.), Fjodor Smolow (77., 83.) |
| 11.06.2019 | Nischni Nowgorod | Zypern     | 1:0 (1:0) | Alexei Ionow (38.) |
| 06.09.2019 | Glasgow          | Schottland | 2:1 (1:1) | John McGinn (11.), Artjom Dsjuba (40.), Stephen O’Donnell (59./Eigentor)                                                                             |
| 09.09.2019 | Kaliningrad      | Kasachstan | 1:0 (0:0) | Mário Fernandes (89.) |
| 10.10.2019 | Moskau           | Schottland | 4:0 (0:0) | Artjom Dsjuba (57., 70.) Magomed Osdojew (60.), Alexander Golowin (84.)                                                                              |
| 13.10.2019 | Strovolos        | Zypern     | 5:0 (2:0) | Denis Tscheryschew (9.,90.+2), Magomed Osdojew (23.), Artjom Dsjuba (79.), Alexander Golowin (89.)                                                   |
| 16.11.2019 | Sankt Petersburg | Belgien    | 1:4 (0:3) | Thorgan Hazard (19.), Eden Hazard (33., 40'), Romelu Lukaku (72.); Georgi Dschikija (79.)                                                            |
| 19.11.2019 | Serravalle       | San Marino | 5:0 (2:0) | Daler Kusjajew (3.), Sergei Petrow (19.), Alexei Mirantschuk (49.), Alexei Ionow (56.), Nikolai Komlitschenko (78.)                                  |

### Abschlusstabelle
| Pl. | Land       | Sp. | S  | U | N  | Tore    | Diff. | Punkte |
| --- | ---------- | --- | -- | - | -- | ------- | ----- | ------ |
| 1.  | Belgien    | 10  | 10 | 0 | 0  | 040:300 | +37   | 30     |
| 2.  | Russland   | 10  | 8  | 0 | 2  | 033:800 | +25   | 24     |
| 3.  | Schottland | 10  | 5  | 0 | 5  | 016:190 | −3    | 15     |
| 4.  | Zypern     | 10  | 3  | 1 | 6  | 015:200 | −5    | 10     |
| 5.  | Kasachstan | 10  | 3  | 1 | 6  | 013:170 | −4    | 10     |
| 6.  | San Marino | 10  | 0  | 0 | 10 | 001:510 | −50   | 0      |

## Vorbereitung
Am 24., 27. und 30. März 2021 standen die ersten Spiele in der Qualifikation für die WM 2022 gegen Malta (3:1), Slowenien (2:1) und die Slowakei (1:2) an. Beim Spiel gegen Malta kam Rifat Schemaletdinow und gegen Slowenien kam Maxim Muchin als Einwechselspieler für Ersteren zu seinem ersten Länderspieleinsatz.
Am 1. Juni spielten die Russen gegen EM-Teilnehmer Polen remis (1:1) in Wrocław und gewannen am 5. Juni gegen Bulgarien, das nicht für die EM qualifiziert ist, in Moskau, mit 1:0.
Zur EM 2021 wohnte und trainierte die russische Fußballnationalmannschaft im Distrikt Novogorsk in der Stadt Chimki.

## Kader
Aus dem vorläufigen Kader fielen Roman Jewgenjew, Andrei Lunjow, Arsen Sacharjan und Ilja Samoschnikow. Aufgrund eines positiven COVID-19-Befunds wurde Andrei Mostowoi am 11. Juni aus dem Kader gestrichen und durch Roman Jewgenjew ersetzt.
| Nr. | Position   | Name                      | Verein                | Länderspiel- einsätze | Länderspiel- tore | Geburts- datum | Debüt      | Letzter Einsatz | vorherige EM-Spiele | Anzahl der Spiele | Tor | Gelbe Karte | Gelb-Rote Karte | Rote Karte |
| --- | ---------- | ------------------------- | --------------------- | --------------------- | ----------------- | -------------- | ---------- | --------------- | ------------------- | ----------------- | --- | ----------- | --------------- | ---------- |
| 12  | Torhüter   | Juri Djupin               | Rubin Kasan           | 000                   | 0                 | 17.03.1988     |            |                 |                     |                   |     |             |                 |            |
| 16  | Torhüter   | Matwei Safonow            | FK Krasnodar          | 001                   | 0                 | 25.02.1999     | 01.06.2021 | 01.06.2021      |                     | 2                 |     |             |                 |            |
| 01  | Torhüter   | Anton Schunin             | Dynamo Moskau         | 012                   | 0                 | 27.01.1987     | 22.08.2007 | 05.06.2021      | 0 (2012)            | 1                 |     |             |                 |            |
| 03  | Abwehr     | Igor Diwejew              | ZSKA Moskau           | 004                   | 0                 | 27.09.1999     | 12.11.2020 | 05.06.2021      |                     | 3                 |     | Gelbe Karte |                 |            |
| 14  | Abwehr     | Georgi Dschikija          | Spartak Moskau        | 033                   | 01                | 21.11.1993     | 05.06.2017 | 05.06.2021      |                     | 3                 |     | Gelbe Karte |                 |            |
| 02  | Abwehr     | Mário Fernandes           | ZSKA Moskau           | 029                   | 05                | 19.09.1990     | 07.10.2017 | 05.06.2021      |                     | 3                 |     |             |                 |            |
| 04  | Abwehr     | Wjatscheslaw Karawajew    | Zenit St. PetersburgM | 013                   | 02                | 20.05.1995     | 13.10.2019 | 05.06.2021      |                     | 3                 |     |             |                 |            |
| 13  | Abwehr     | Fjodor Kudrjaschow        | Antalyaspor           | 045                   | 01                | 05.04.1987     | 31.08.2016 | 05.06.2021      |                     | 1                 |     | Gelbe Karte |                 |            |
| 05  | Abwehr     | Andrei Semjonow           | Achmat Grosny         | 025                   | 0                 | 24.03.1989     | 31.05.2014 | 01.06.2021      |                     | 1                 |     |             |                 |            |
| 18  | Abwehr     | Juri Schirkow             | Zenit St. PetersburgM | 104                   | 02                | 20.08.1983     | 09.02.2005 | 05.06.2021      | 8 (2008, 2012)      | 1                 |     |             |                 |            |
| 24  | Abwehr     | Roman Jewgenjew           | Dynamo Moskau         | 001                   | 0                 | 23.02.1999     | 18.11.2020 | 18.11.2020      |                     |                   |     |             |                 |            |
| 08  | Mittelfeld | Dmitri Barinow            | Lokomotive MoskauP    | 005                   | 0                 | 11.09.1996     | 08.06.2019 | 05.06.2021      |                     | 2                 |     | Gelbe Karte |                 |            |
| 21  | Mittelfeld | Daniil Fomin              | Dynamo Moskau         | 004                   | 0                 | 02.03.1997     | 11.10.2020 | 24.03.2021      |                     |                   |     |             |                 |            |
| 17  | Mittelfeld | Alexander Golowin         | AS Monaco             | 038                   | 05                | 30.05.1996     | 07.06.2015 | 05.06.2021      | 3 (2016)            | 3                 |     |             |                 |            |
| 20  | Mittelfeld | Alexei Ionow              | FK Krasnodar          | 035                   | 04                | 18.02.1989     | 29.03.2011 | 05.06.2021      |                     |                   |     |             |                 |            |
| 23  | Mittelfeld | Daler Kusjajew            | Zenit St. PetersburgM | 034                   | 02                | 15.01.1993     | 07.10.2017 | 05.06.2021      |                     | 3                 |     |             |                 |            |
| 25  | Mittelfeld | Denis Makarow             | Rubin Kasan           | 000                   | 0                 | 18.02.1998     |            |                 |                     |                   |     |             |                 |            |
| 15  | Mittelfeld | Alexei Mirantschuk        | Atalanta Bergamo      | 033                   | 05                | 17.10.1995     | 07.06.2015 | 05.06.2021      |                     | 3                 | 1   |             |                 |            |
| 26  | Mittelfeld | Maxim Muchin              | Lokomotive MoskauP    | 002                   | 0                 | 04.11.2001     | 27.03.2021 | 01.06.2021      |                     | 3                 |     |             |                 |            |
| 07  | Mittelfeld | Magomed Osdojew           | Zenit St. PetersburgM | 032                   | 04                | 05.11.1992     | 03.09.2014 | 05.06.2021      |                     | 3                 |     | Gelbe Karte |                 |            |
| 19  | Mittelfeld | Rifat Schemaletdinow      | Lokomotive MoskauP    | 004                   | 0                 | 20.09.1996     | 24.03.2021 | 01.06.2021      |                     | 2                 |     |             |                 |            |
| 11  | Mittelfeld | Roman Sobnin              | Spartak Moskau        | 035                   | 0                 | 11.02.1994     | 31.03.2015 | 05.06.2021      |                     | 3                 |     |             |                 |            |
| 06  | Mittelfeld | Denis Tscheryschew        | FC Valencia           | 030                   | 12                | 26.12.1990     | 14.11.2012 | 18.11.2020      |                     | 1                 |     |             |                 |            |
| 22  | Angriff    | Artjom DsjubaT            | Zenit St. PetersburgM | 052                   | 29                | 22.08.1988     | 11.11.2011 | 05.06.2021      | 3 (2016)            | 3                 | 1   |             |                 |            |
| 10  | Angriff    | Anton Sabolotny           | FK Sotschi            | 013                   | 01                | 13.06.1991     | 07.10.2017 | 01.06.2021      |                     |                   |     |             |                 |            |
| 09  | Angriff    | Alexander Sobolew         | Spartak Moskau        | 006                   | 03                | 07.03.1997     | 08.10.2020 | 05.06.2021      |                     | 2                 |     |             |                 |            |
|     | Trainer    | Stanislaw Tschertschessow |                       | 49                    | 0                 | 02.09.1963     |            |                 | 2 (1996)            |                   |     |             |                 |            |

Anmerkungen: T = Liga-Torschützenkönig 2020/21, M = Meister 2020/21, P = Pokalsieger 2020/21
Quelle: uefa.com: Die vorläufigen Kader der UEFA EURO 2020
1. 1 2  Stand: vor Wettbewerbsbeginn
2. ↑  Stand vor der EM 2021
3. 1 2  Als Spieler

## Endrunde
Russland hatte sich mit der Gazprom-Arena in Sankt Petersburg um die Ausrichtung von drei Gruppenspielen sowie einem Achtel- oder Viertelfinalspiel beworben und erhielt auch die Zusage für drei Gruppenspiele und ein Viertelfinale. Weil der FIFA-Weltranglistenführende Belgien die Qualifikation als beste Mannschaft abschloss, konnte Belgien nicht in die Gruppen mit Deutschland, England, Italien und Spanien gelost werden, die auch zu den sechs besten Mannschaften der Qualifikation gehörten. Da im Topf 1 neben den Belgiern nur noch die Ukraine als nichtgastgebende Mannschaft gesetzt war und diese nicht in eine Gruppe mit Russland konnte, wurden die Belgier schon vor der Auslosung der Gruppe mit Dänemark und Russland zugeordnet, die im Dezember 2017 von der UEFA als gemeinsame Ausrichter einer Gruppe festgelegt worden waren. Zugelost wurde nur noch EM-Neuling Finnland. Zudem wurde ausgelost, dass die Russen gegen Dänemark in Kopenhagen antreten müssen und somit nur zwei Heimspiele haben. Gegen die Belgier hatten die Russen ja schon in der Qualifikation beide Spiele verloren, wodurch die negative Bilanz gegen die Belgier auf nun insgesamt fünf Niederlagen und zwei Remis weiter ausgebaut wurde. Gegen Dänemark spielten die Russen erst einmal und gewannen im Februar 2012 in Kopenhagen ein Freundschaftsspiel mit 2:0. Gegen Finnland gab es je zwei EM- und WM-Qualifikationsspiele, die alle gewonnen wurden.

### Gruppenspiele
| Pl. | Land     | Sp. | S | U | N | Tore    | Diff. | Punkte |
| --- | -------- | --- | - | - | - | ------- | ----- | ------ |
| 1. | Belgien  | 3   | 3 | 0 | 0 | 007:100 | +6    | 09     |
| 2. | Dänemark | 3   | 1 | 0 | 2 | 005:400 | +1    | 03     |
| 3. | Finnland | 3   | 1 | 0 | 2 | 001:300 | −2    | 03     |
| 4. | Russland | 3   | 1 | 0 | 2 | 002:700 | −5    | 03     |
| Für die Platzierung war die Tordifferenz im direkten Vergleich ausschlaggebend (Dänemark +2, Finnland 0, Russland -2). |          |     |   |   |   |         |       |        |

|                                                |   |          |           |
| 12. Juni 2021 um 21:00 Uhr in Sankt Petersburg |   |          |           |
| Belgien                                        | – | Russland | 3:0 (2:0) |
| 16. Juni 2021 um 15:00 Uhr in Sankt Petersburg |   |          |           |
| Finnland                                       | – | Russland | 0:1 (0:1) |
| 21. Juni 2021 um 21:00 Uhr in Kopenhagen       |   |          |           |
| Russland                                       | – | Dänemark | 1:4 (0:1) |